# Chauna
Chauna är ett släkte med fåglar i familjen värnfåglar inom ordningen andfåglar med två arter som förekommer i Sydamerika:
- Tofsvärnfågel (C. torquata)
- Svarthalsad värnfågel (C. chavaria)